# San Ferdinando (Naples)
San Ferdinando est un quartier du centre-ville de Naples. Le quartier est bordé à l'ouest par le quartier de Chiaia, au nord par les districts de Montecalvario, Porto et San Giuseppe; au sud et à l'est il donne sur le golfe de Naples.
Le périmètre du quartier s'étend de la piazza Municipio le long de la mer jusqu'à la piazza Vittoria, le long des via Calabritto, piazza dei Martiri, via Chiaia, et jusqu'à la via Toledo.
Il forme avec les quartiers de Chiaia et Posillipo, la municipalità I de la commune de Naples.

## Étymologie
Le nom d'origine de la zone autour de l'actuelle Piazza del Plebiscito était Falero - comme l'ancien port grec qui s'étendait entre Santa Lucia et aujourd'hui Molosiglio - mais ce n'était pas encore un quartier. Quant à la genèse de ce qui est devenu le Pizzofalcone, ce nom nous apparaît dans un tableau de 1766, représentant une carte des quartiers de Naples, encore visible à la chartreuse de San Martino. Plus tard, il a été rebaptisé San Ferdinando, du nom de l'église qui était une basilique royale jusqu'à la consécration de la basilique de San Francesco di Paola.

## Activités culturelles

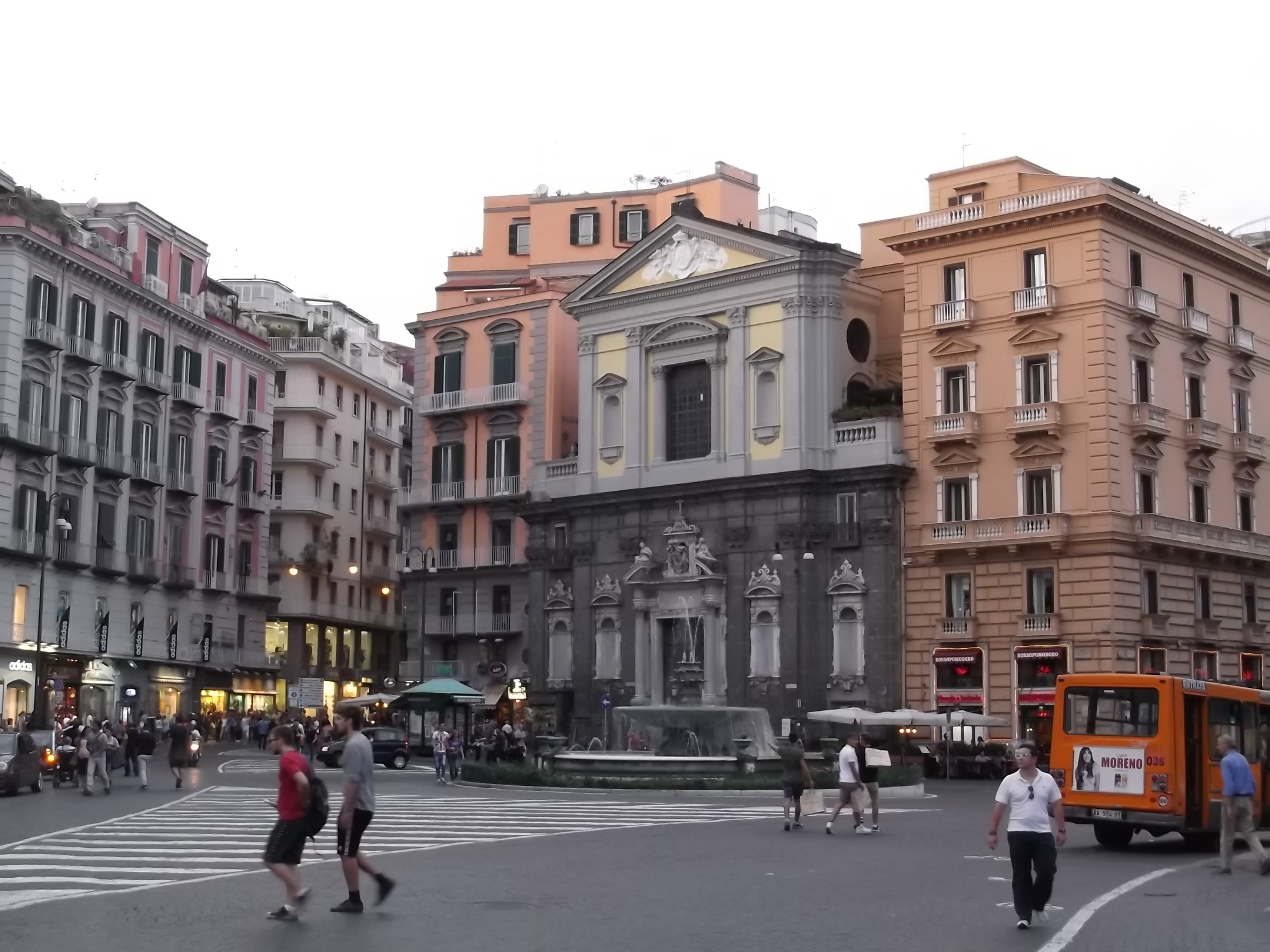
Église San Ferdinando
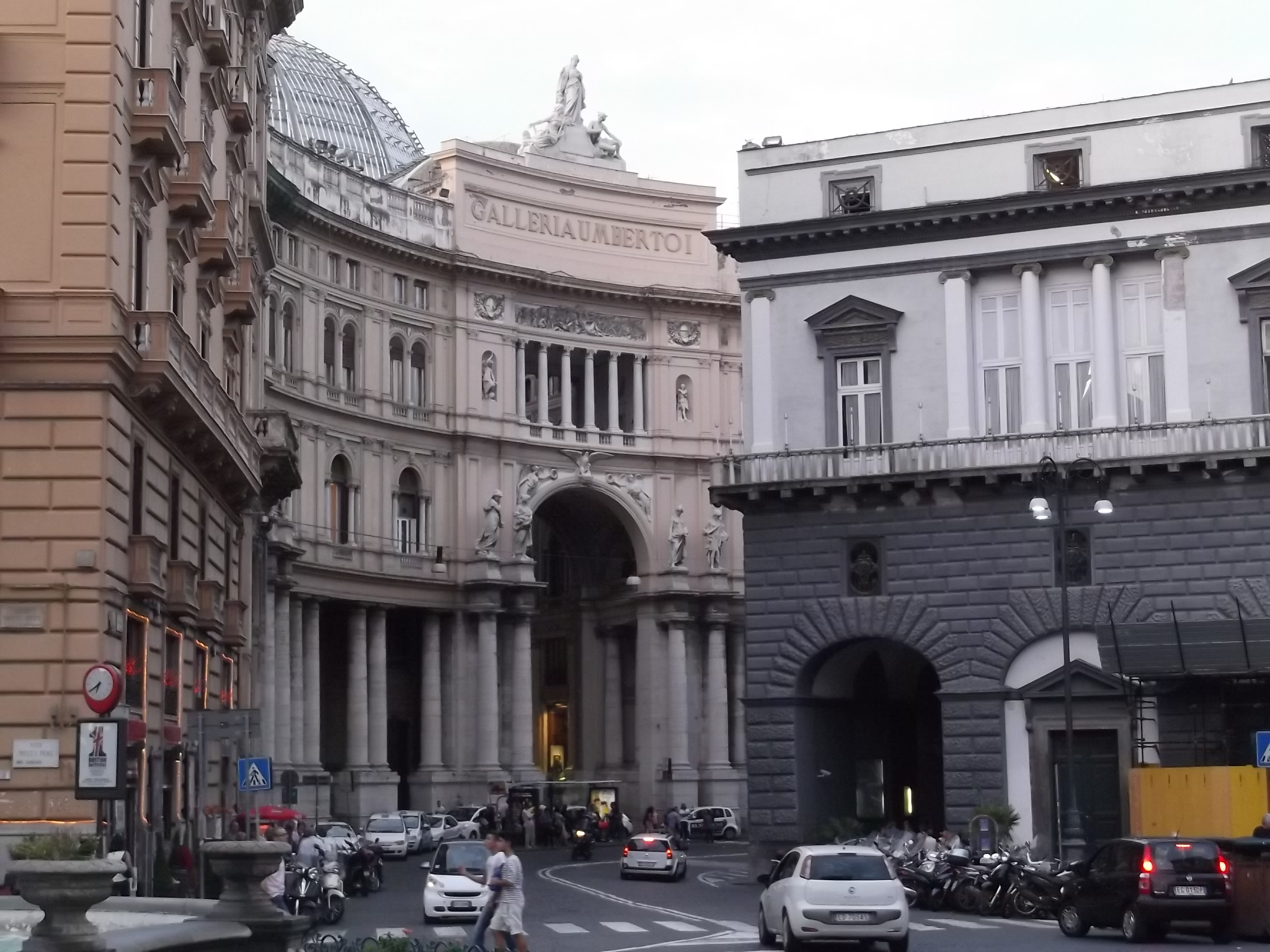
Vue de la Galleria Umberto I et de l'arrière du Teatro San Carlo
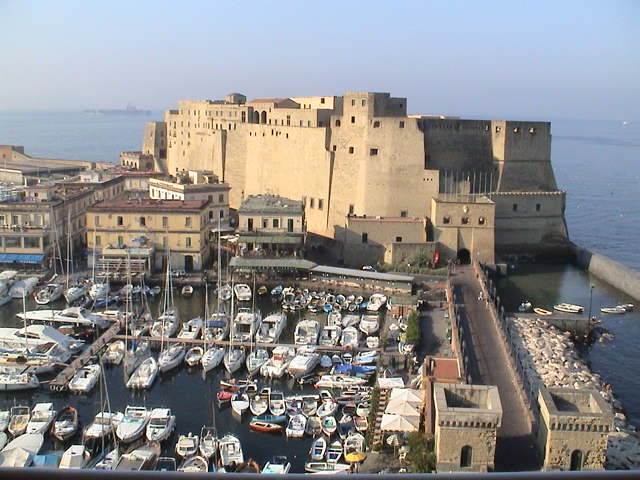
Château de l'Œuf et le port de Santa Lucia
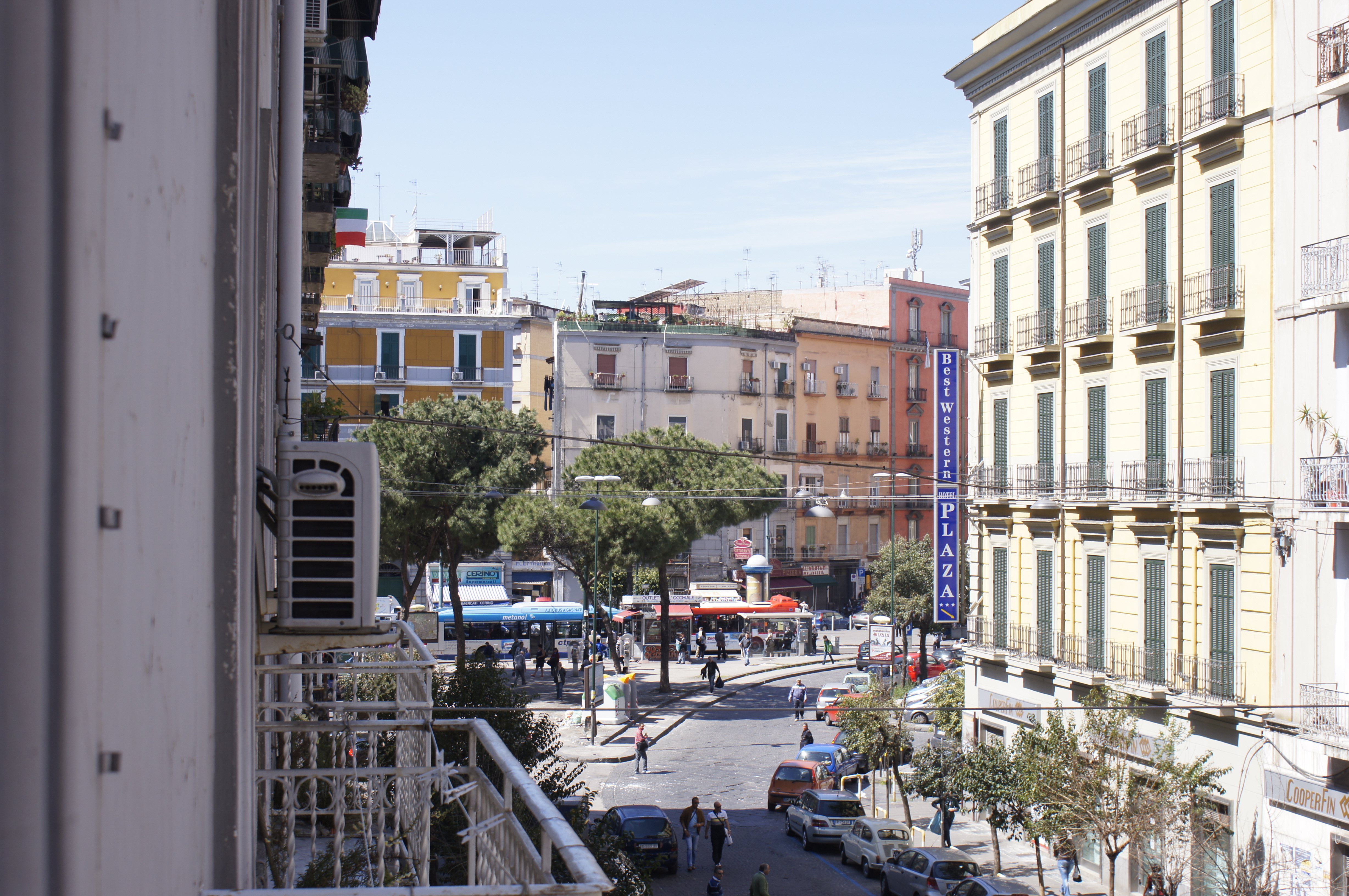
Aspect du quartier
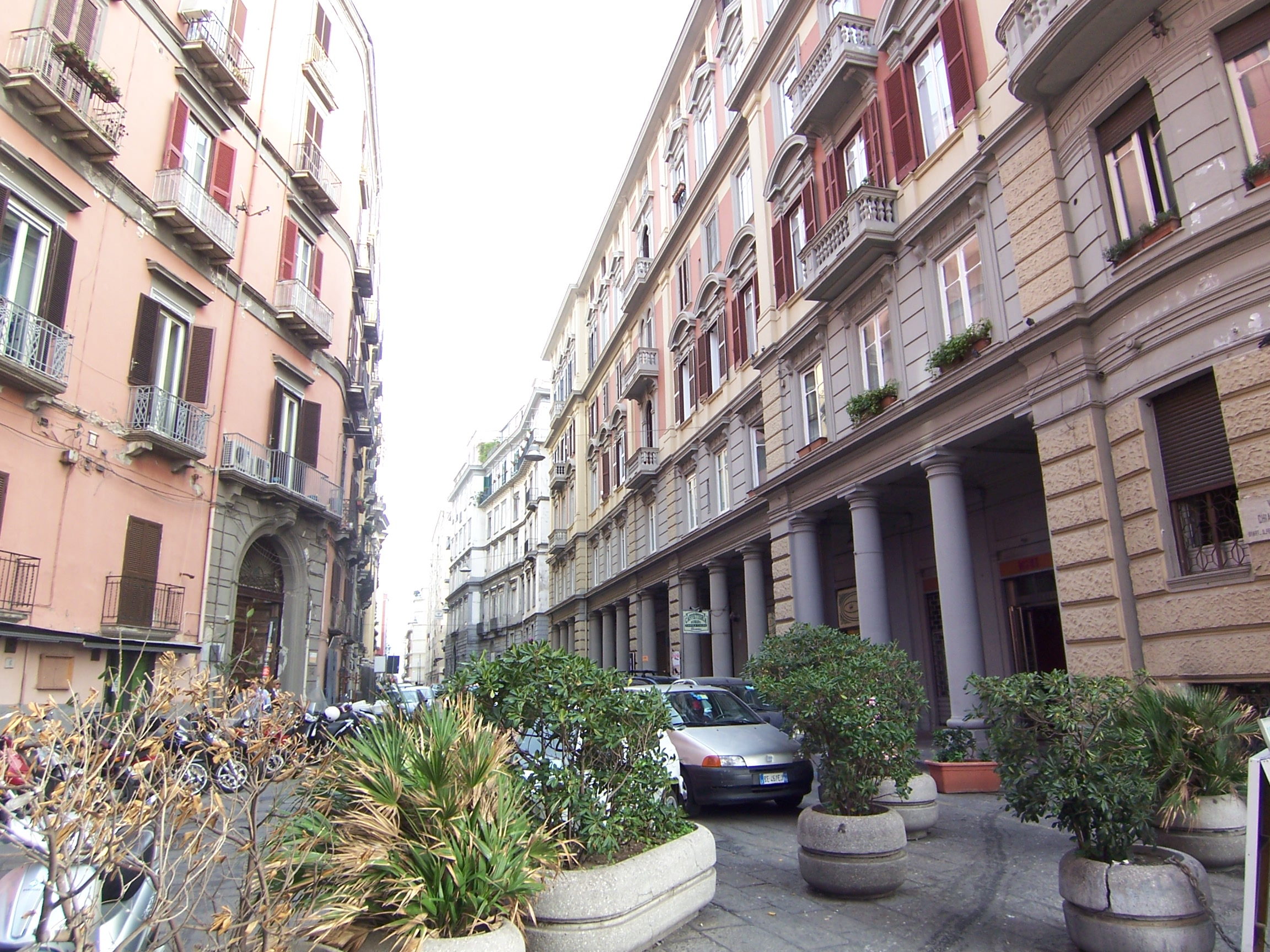
Via Chiatamone
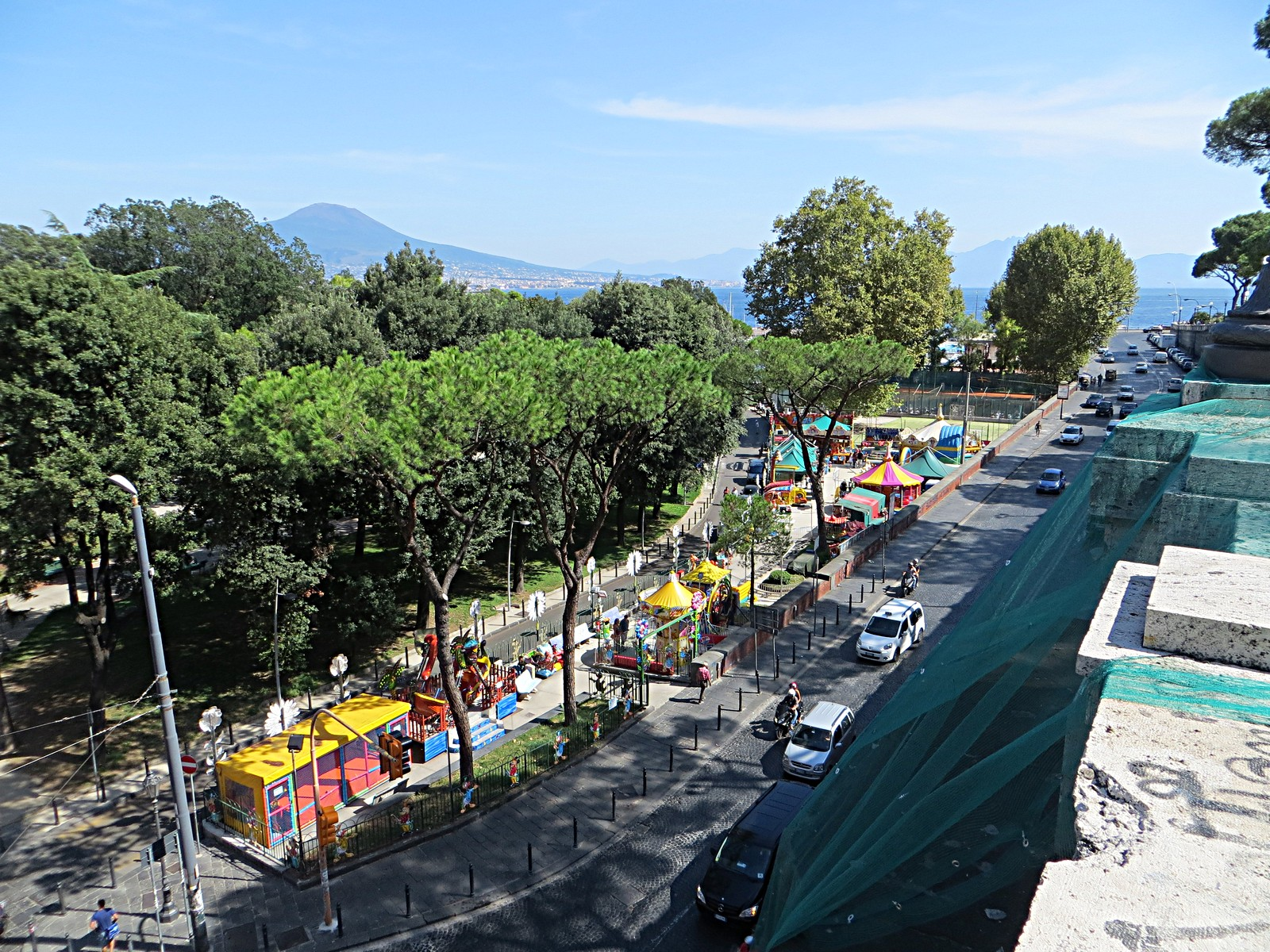
Les jardins de Molosiglio